# Marko Simeunovič
Marko Simeunović (né le 6 décembre 1967 à Maribor) est un footballeur international slovène. Jouant au poste de gardien de but, il était surnommé « Simke ». Il compte 57 sélections en équipe de Slovénie entre 1992 et 2004. Il a disputé l'Euro 2000 et la Coupe du monde 2002 avec la Slovénie. Côté clubs, il a débuté à l'Étoile rouge Belgrade avant de jouer notamment à l'Olimpja Ljubljana et à Maribor.